# Paedobisium minutum
Paedobisium minutum är en spindeldjursart som beskrevs av Beier 1939. Paedobisium minutum ingår i släktet Paedobisium och familjen helplåtklokrypare. Inga underarter finns listade i Catalogue of Life.